# Крекінг-установка в Томську
Крекінг-установка в Томську — підприємство нафтохімічної промисловості Росії, розташоване на півдні Західного Сибіру.
Робота томського нафтохімічного майданчика почалась у 1981-му із запуску лінії поліпропілену потужністю 100 тисяч тонн на рік. А через кілька років тут почалось спорудження піролізної установки, яка мала забезпечити власне виробництво необхідної для полімеризації сировини. Це була типова для радянської промисловості установка ЭП-300, що при роботі на газовому бензині (naphta) могла продукувати 300 тисяч тонн етилену та 147 тисяч тонн пропілену на рік. Одночасно з нею велось спорудження лінії з випуску поліетилену потужністю 150 тисяч тонн, яку запустили осінню 1993-го на привозній сировині. Втім, уже за кілька місяців почала роботу й установка піролізу, котра позбавила від необхідності завозу олефінів.
На початку 2000-х томський майданчик потрапив під контроль найбільшої російської нафтохімічної компанії Сибур, яка володіє численними газопереробними заводами у Західному Сибіру (Губкінський, Вингапуровський, Муравленківський, Південно-Балицький, Нижньовартовський, Білозерний — випускають широку фракцію легких вуглеводнів), і центральною установкою фракціонування в Тобольську (продукує зріджені вуглеводневі гази). Саме ця сировина, так само як продукція Сургутського заводу стабілізації конденсату (належить концерну «Газпром»), стали використовуватись в процесі піролізу. Доставка сировини в Томськ здійснюється залізничним транспортом. Крім того, після відновлення у 2014-му роботи томського нафтопереробного заводу, останній також розпочав поставки газового бензину.
У 2010-х роках на підприємстві провели модернізацію ліній полімеризації з нарощуванням потужності до 270 тисяч тонн поліетилену та 140 тисяч тонн поліпропілену на рік.
Окрім зазначених вище олефінів установка піролізу також продукує бутан-бутадієнову фракцію (С4), фракцію рідких продуктів піролізу С9, фракцію С5 та важку піролізну смолу.